# Mulciber rotundipennis
Mulciber rotundipennis là một loài bọ cánh cứng trong họ Cerambycidae.